# Восточноафриканская рупия
Восточноафриканская рупия (англ. East African rupee) — денежная единица Британской Восточной Африки в 1906—1920 годах.

## История
С середины XIX века на территории современной Кении в обращении использовался талер Марии-Терезии. После создания в 1895 году протектората Британская Восточная Африка в обращении также использовалась индийская рупия. В 1897—1899 годах правительство протектората выпускало бронзовые монеты в 1 пайсу.
В 1905 году индийская рупия объявлена законным платёжным средством на территории протектората. В 1906 году правительство протектората начало выпуск банкнот и монет протектората, обращавшихся параллельно с индийской рупией. В отличие от индийской рупии, равной 64 пайсам, восточноафриканская рупия равнялась 100 центам.
В декабре 1919 года в Лондоне был создан Валютный совет Восточной Африки, которому было передано право эмиссии на территории протектората. В том же году была введена новая денежная единица — восточноафриканский флорин, заменивший индийскую и восточноафриканскую рупии в соотношении 1:1.

## Монеты и банкноты
Чеканились монеты в 1⁄2, 1, 5, 10, 25, 50 центов.
Правительством протектората выпускались банкноты в 5, 10, 20, 50, 100, 500 рупий. Валютным советом Восточной Африки в 1920 году выпущена банкнота в 1 рупию.